# Synchronizacja nieblokująca
Synchronizacja nieblokująca – jedna z metod synchronizacji procesów wielowątkowych, która zapewnia, że w każdej chwili co najmniej jeden z działających wątków postępuje z pracą.

## Cechy synchronizacji nieblokującej
Cechami synchronizacji nieblokującej są:
- odporność na zakleszczenie
- odporność na inwersje priorytetów